# Harapan Mulya (Talo)
Harapan Mulya is een bestuurslaag in het regentschap Seluma van de provincie Bengkulu, Indonesië. Harapan Mulya telt 235 inwoners (volkstelling 2010).